# Хелперих фон Пльотцкау
Хелперих фон Пльотцкау или Хелферих (на немски: Helperich von Plötzkau, Helferich; на латински: Helpericus comes de Ploceke; * ок. 1075; † 1118) е граф на Пльотцкау и Валбек и маркграф на Северната марка (1112).
Той е син на Дитрих фон Пльотцкау и съпругата му Матилда фон Валбек, наследничка на Валбек, дъщеря на граф Конрад фон Валбек (1018 – 1073), бургграф на Магдебург, и Аделхайд от Бавария. Внук е на Бернхард I фон Какелинген († 28 октомври 1069), граф на Харцгау, и съпругата му Ирмингард от Бавария.
Брат е на Конрад († 1133), на Ирмгард († 1153/1161/1163), наследничка на Валбек, омъжена 1095/1100 г. за граф Лотар Удо III фон Щаде маркграф на Нордмарк († 1106), и ок. 1108/1114 г. за Герхард I фон Хайнсберг († 1128/1129), и на Аделхайд († 1124), омъжена за Ото I фон Регенсбург, граф и бургграф на Регенсбург († 1143).
След смъртта на баща му Хелперих става граф на Пльотцкау, наследява от майка си графството Валбек.
През 1112 г. император Хайнрих V сваля маркграфа на Северната марка Рудолф I фон Щаде и поставя на неговото место Хелперих фон Пльотцкау. През юни императорът вероятно поставя отново Рудолф за маркграф.
Хелперих умира през 1118 г. и е погребан в манастир Хеклинген.

## Фамилия
Хелперих фон Пльотцкау се жени сл. 12 август 1106 г. за графиня Адела фон Байхлинген († 1117/1123), вдовица на граф Дитрих III фон Катленбург († 12 август 1106), дъщеря на граф Куно фон Нортхайм и маркграфиня Кунигунда фон Ваймар-Орламюнде, дъщеря на маркграф Ото I от Майсен. Те имат децата:
- Бернхард II фон Пльотцкау († 26 октомври 1147 в Армения), убит в Светите земи, женен за Кунигунда от Бавария († сл. 1185), след смъртта му метреса на Дитрих II маркграф на Долна Лужица
- Конрад фон Пльотцкау († 10 януари 1133 в битка в Италия), граф на Пльотцкау, 1130 г. маркграф на Северната марка, сгоден/женен 1131/пр. 1132 г. за дъщеря (* 1117/1122; † сл. 1132) на полския княз Болеслав III Кривоусти (1086 – 1138) и втората му съпруга Салома фон Берг-Шелклинген (1093/1101 – 1144)
- Ирменгард/Ерменгард фон Пльотцкау († 1 септември 1161), абатиса на Хеклинген 1145 г., омъжена за граф Валтер II фон Арнщайн († сл. 1152), родители на Валтер III фон Арнщайн (* ок. 1150; † ок. 1196)
- Мехтилд фон Пльотцкау